# Eudorylas katonae
Eudorylas katonae är en tvåvingeart som beskrevs av Kertesz 1907. Eudorylas katonae ingår i släktet Eudorylas och familjen ögonflugor.
Artens utbredningsområde är Tanzania. Inga underarter finns listade i Catalogue of Life.